# Pedrocortesella nortoni
Pedrocortesella nortoni är en kvalsterart som beskrevs av Hunt 1996. Pedrocortesella nortoni ingår i släktet Pedrocortesella och familjen Licnodamaeidae. Inga underarter finns listade i Catalogue of Life.